# 马家堡西路
39°50′59″N 116°21′55″E / 39.84973°N 116.36515°E
马家堡西路是位于中国北京市丰台区、大兴区的一条道路。

## 简介
2004年，马家堡西路通车，北到南三环万芳桥，南到南四环公益西桥。此后不久，从公益西桥向南到西红门路的路段也建成通车，该路段称“槐房西路”，由于雨水管线规划滞后，下雨时槐房西路经常积水。
2016年9月30日，马家堡西路南延道路（西红门路至春和路）开通，从南四环外的丰台区西红门路至南五环外的大兴区规划中的春和路，全长2.6公里，在南五环设跨线桥，桥区为三上三下六车道，道路设计车速40-60公里/小时。